# Mieńki (obwód grodzieński)
Mieńki (biał. Мянькі́, Miańki, ros. Меньки, Mieńki) – wieś na Białorusi, w obwodzie grodzieńskim, w rejonie brzostowickim, w sielsowiecie pogranicznym.
W Mieńkach urodził się w 1896 lub 1897 roku Alaksandr Usciłowicz (lub Uscinowicz) – białoruski działacz komunistyczny rozstrzelany przez władze radzieckie.

## Historia
W czasach zaborów w granicach Imperium Rosyjskiego, w guberni grodzieńskiej, powiecie wołkowyskim. Od 1919 r. w granicach II Rzeczypospolitej. 7 czerwca 1919 roku, wraz z całym powiatem wołkowyskim, weszła w skład okręgu brzeskiego Zarządu Cywilnego Ziem Wschodnich – tymczasowej polskiej struktury administracyjnej. Latem 1920 roku zajęta przez bolszewików, następnie odzyskana przez Polskę. 20 grudnia 1920 roku włączona wraz z powiatem do okręgu nowogródzkiego. Od 19 lutego 1921 roku w województwie białostockim.
W wyniku napaści ZSRR na Polskę we wrześniu 1939 r. miejscowość znalazła się pod okupacją sowiecką. 2 listopada została włączona do Białoruskiej SRR. 4 grudnia 1939 r. włączona do nowo utworzonego obwodu białostockiego. Od czerwca 1941 roku pod okupacją niemiecką. 22 lipca 1941 r. włączona w skład okręgu białostockiego III Rzeszy. W 1944 roku ponownie zajęta przez wojska sowieckie i włączona do obwodu grodzieńskiego Białoruskiej SRR. Od 1991 r. w składzie niepodległej Białorusi.
Do 25 września 2003 r. Mieńki wchodziły w skład sielsowietu kwaterskiego. Został on tego dnia zlikwidowany, a wszystkie jego miejscowości włączone do ówczesnego osiedlowego sowietu pogranicznego.